# Arandaspis
Arandaspis es un género extinto de peces agnatos (sin mandíbulas) que vivieron en el Ordovícico Inferior, hace unos 480-470 millones de años. Es uno de los vertebrados más antiguos que se conocen.
Sus restos fósiles fueron hallados en Alice Springs (Australia) en 1959, pero no se descubrió que era el vertebrado más antiguo hasta finales de los años 1960. El nombre de Arandaspis proviene de "Aranda", una tribu de aborígenes australianos (hoy conocidos como Arrernte).

## Características
Arandaspis medía unos 15 cm de longitud; tenía un cuerpo hidrodinámico cubierto por filas de escamas protuberantes. La parte anterior del cuerpo, incluyendo la cabeza estaba protegida por gruesas placas, con orificios para los ojos, nostrilo y branquias. Carecía de aletas y su único método de propulsión sería la cola, aplanada horizontalmente; como resultado, debió de nadar de un modo similar a como lo hacen los actuales renacuajos.
Aunque no tenía mandíbulas, Arandaspis pudo tener algunas placas móviles en la boca que pudo utilizar como labios para succionar las partículas de las que se alimentaba; la posición baja de la boca sugiere que se alimentaba sobre el fondo del mar.

## Galería

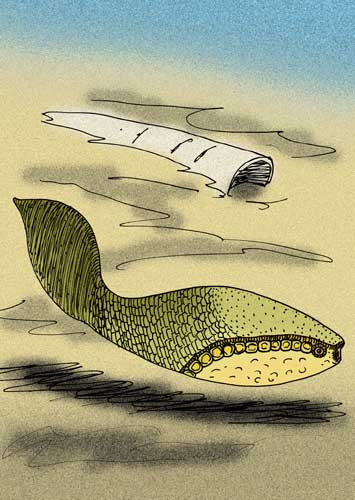
Recreación de un Arandaspis.
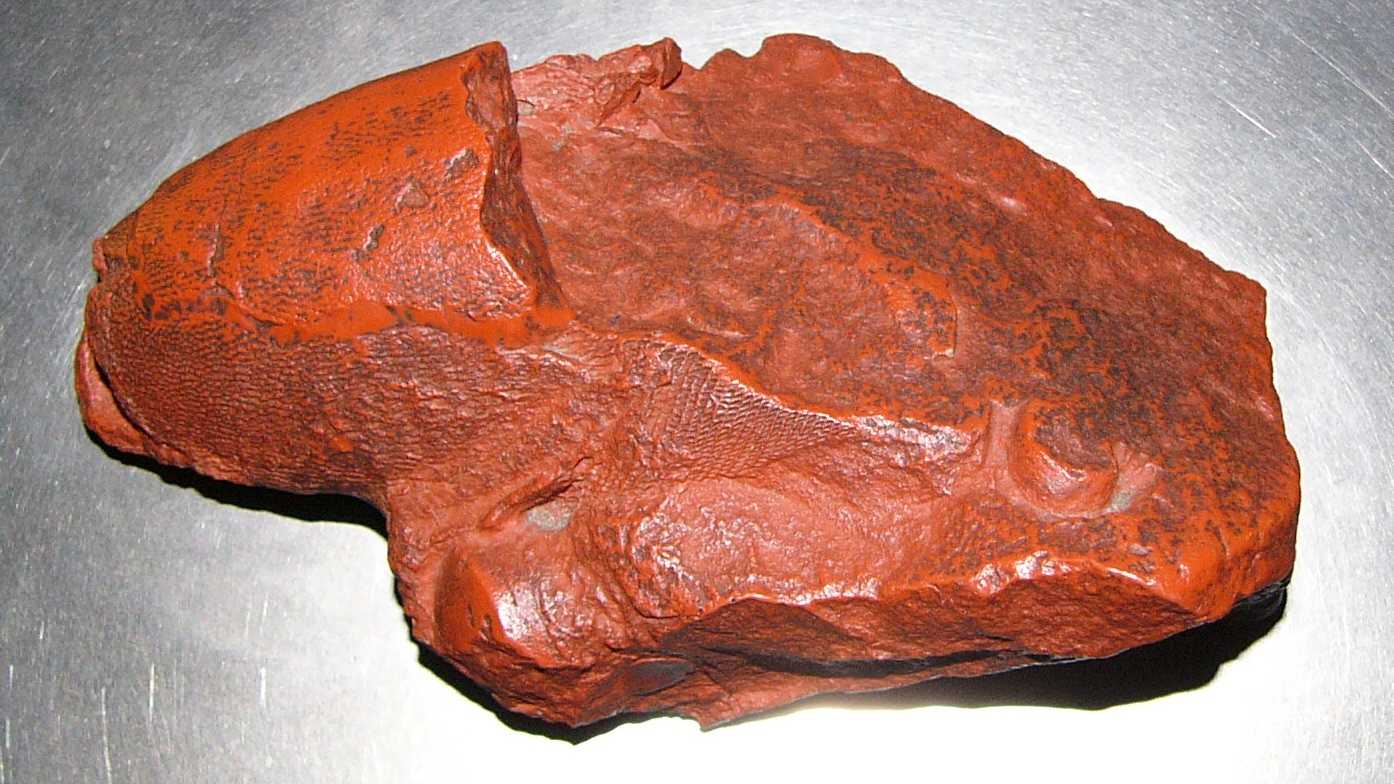
Fósil de Arandaspis prionotolepis (Museo de Historia Natural de Londres.